# Окскарбазепін
Окскарбазепін (англ. Oxcarbazepine, лат. Oxcarbazepinum) — синтетичний лікарський препарат, який за своєю хімічною структурою є аналогом іншого препарату — карбамазепіну, що є похідним трициклічного іміностільбену, та належить до протисудомних препаратів. Окскарбазепін застосовується виключно перорально. Окскарбазепін уперше синтезований у 1966 році, та застосовується у клінічній практиці з 1990 року.

## Фармакологічні властивості
Окскарбазепін — синтетичний лікарський препарат, який за своєю хімічною структурою є аналогом іншого препарату — карбамазепіну, що за хімічною структурою є похідним трициклічних сполук. Механізм дії окскарбазепіну повністю не вивчений. Основним механізмом дії препарату є блокування потенціалзалежних натрієвих каналів у нервовій системі, частково також впливають на кальцієві та калієві канали, що призводить до стабілізації перевзбуждених мембран нейронів, інгібуванню виникнення серійних нейрональних розрядів та зниженню синаптичного проведення імпульсів. Усе це призводить до зупинки приступу судом та запобігає виникненню приступів епілепсії. Окскарбазепін застосовується як при простих, так і складних парціальних приступах, при потиличній епілепсії, сімейній нічній епілепсії, а також при фокальній епілепсії. Окскарбазепін є основним препаратом для застосування у випадку епілепсії в дитячому віці, який став першим препаратом, схваленим для монотерапії епілепсії в дитячому віці. На відміну від карбамазепіну, окскарбазепін не індукує власний метаболізм, і при його метаболізмі не утворюється токсичний метаболіт карбамазепін-10,11-епоксид, що значно покращує переносимість окскарбазепіну. Окскарбазепін може застосовуватися при нейропатичному болю при невралгії трійчастого нерва, діабетичній нейропатії, при хронічному алкоголізмі, зокрема при синдромі відміни від алкоголю для профілактики судомних нападів, при афективних та шизоафективних психозах. При застосуванні окскарбазепіну спостерігається менша кількість побічних ефектів, ніж при застосуванні більшості інших протисудомних препаратів. При застосуванні окскарбазепіну при вагітності спостерігається низький тератогенний ризик.

### Фармакокінетика
Окскарбазепін швидко всмоктується при пероральному застосуванні, та перетворюється у свій основний активний метаболіт — моногідроксипохідне окскарбазепіну, максимальна концентрація якого в крові досягається протягом 4,5—6 годин після прийому препарату. Біодоступність окскарбазепіну складає 95 %. Препарат у помірній кількості (до 40 %) зв'язується з білками плазми крові. Препарат проникає через гематоенцефалічний бар'єр, через плацентарний бар'єр, та виділяється у грудне молоко. Метаболізується окскарбазепін у печінці з утворенням спочатку активного, потім неактивних метаболітів. Виводиться препарат із організму переважно із сечею у вигляді неактивних метаболітів (950 %), незначна кількість виводиться із калом (5 %). Період напіввиведення окскарбазепіну становить 1,3—2,3 години, а основного метаболіту 7,5—11,1 годин.

## Показання до застосування
Окскарбазепін застосовується при епілепсії, як при простих, так і складних парціальних приступах, генералізованих тоніко-клонічних судомних нападах, а також при фокальній епілепсії.

## Побічна дія
Окскарбазепін позиціонується як препарат, при застосуванні якого спостерігається незначна кількість побічних ефектів. Найчастішими побічними явищами при застосуванні препарату є головний біль, запаморочення, нудота, сонливість, атаксія, диплопія. Найважчим побічним ефектом може стати гіпонатріємія. яка у важких випадках може проявлятися загальною слабістю, нудотою, сонливістю, з пізнішим приєднанням психозів, судом та коми. Іншими побічними ефектами карбамазепініну є:
- Алергічні реакції та з боку шкірних покривів — свербіж шкіри, алопеція, акне, дисемінований червоний вовчак, гарячка, синдром Стівенса-Джонсона, анафілактичний шок, набряк Квінке, кропив'янка, синдром Лаєлла, мультиформна еритема.
- З боку травної системи — блювання, запор або діарея, гепатит, панкреатит, біль у животі.
- З боку нервової системи — збудження, ністагм, нервозність, сплутаність свідомості, затруднення мислення, депресія, емоційна лабільність, порушення уваги, розмитість зору, затуманення перед очима, шум у вухах.
- З боку серцево-судинної системи — артеріальна гіпертензія, аритмії, AV-блокада.
- Зміни в лабораторних аналізах — лейкопенія, еозинофілія, агранулоцитоз, тромбоцитопенія, апластична анемія, гемолітична анемія, підвищення активності ферментів печінки, зміна рівня тиреоїдних гормонів у крові, підвищення рівня сечової кислоти в крові.

## Протипокази
Окскарбазепін протипоказаний при підвищеній чутливості до препарату. Не рекомендоване застосування препарату при вагітності, годуванні грудьми та дітям до 3 років.

## Форми випуску
Окскарбазепін випускається у вигляді таблеток по 0,15; 0,3 та 0,6 г; і суспензії для перорального застосування із вмістом 300 мг препарату у 5 мл суспензії.